# Filip z Cognac
Filip z Cognac (ur. ok. 1180, zm. po 1201), jedyny znany nieślubny syn króla Anglii Ryszarda I Lwie Serce i nieznanej z imienia matki.
Filip osiągnął dorosłość pod koniec lat 90. XII w. Ojciec ożenił go wówczas z Amelią, dziedziczką Cognac. Małżeństwo to nie doczekało się potomstwa. Zamek Cognac przypadł ostatecznie seneszalowi Robertowi z Thornham.
Ojciec Filipa zginął w 1199 r. podczas tłumienia buntu wicehrabiego Aimara V z Limoges. Kronikarz Roger Hovden twierdzi, że tego samego roku Filip, nieślubny syn króla Ryszarda, któremu wspomniany król jego ojciec darował zamek Cognac, zabił wspomnianego wicehrabiego Limoges w zemście za swego ojca. Żadne inne źródło nie potwierdza gwałtownej śmierci wicehrabiego Aimara, ale Guiraut de Bornelh w lamencie po jego śmierci stwierdza, że śmierć wicehrabiego była niespodziewana.
Filip jest wspomniany w dokumencie swojego wuja, Jana bez Ziemi z 1201 r. Et Philippo f. R. Ricardi 1 m. de dono R. ("I Filipowi, synowi króla Ryszarda, 1 marka w darze"). Zmarł najprawdopodobniej w początkach XIII w.
Jego postać występuje (jako "Filip Bękart") we wczesnej sztuce Williama Shakespeare'a Życie i śmierć króla Jana. Przedstawiony jest tam jako syn lady Faulconbridge, wdowy po sir Robercie. Czasami jest wiązany z legendami o Robin Hoodzie, który miał mu pomagać w odzyskaniu tronu z rąk króla Jana. Jego postać występuje w filmie Księżniczka złodziei w reżyserii Petera Hewitta z 2001 r. W postać Filipa, nie mającą wiele wspólnego z historycznym panem na Cognac, wcielił się Stephen Moyer.